# Варшер, Татьяна Сергеевна
Татьяна Сергеевна Варшер (1 июля 1880, Москва, Российская империя — 2 декабря 1960, Рим) — русский и итальянский археолог, журналистка, педагог. Известна исследованиями Помпеи, автор 40-томного Кодекса Codex Topographicus Pompeianus.

## Биография
Родилась в дворянской семье еврейского происхождения. Её отец, Сергей Абрамович Варшер (1854–1889) историк литературы, мать – француженка Нина Депельнор. Внучка известного церковного архитектора. Сергей Варшер умер, когда Татьяне было восемь лет, после чего семью поддерживал друг её матери Павел Милюков, либеральный политик и археолог-любитель.
Училась на Бестужевских курсах в Санкт-Петербурге (1898-1901). Ученица историка Михаила Ростовцева. Благодаря Милюкову вошла в круг либеральной интеллигенции Петербурга. В 1900 году участвовала в полемике вокруг антисемитской пьесы Виктора Крылова «Контрабандисты» . Группа петербургских студентов попыталась помешать премьере спектакля в Суворинском театре, вызвав первые из серии беспорядков в России. После этого многие протестующие студенты были арестованы и исключены; Т. Варшер едва избежала исключения после того, как профессора заступились за неё.
В 1907 году Варшер переехала в Ригу, где работала учительницей. В 1911 году вышла замуж за местного врача Суслова. Во время своего медового месяца пара посетила Помпеи, и она сделала там свои первые фотографии раскопок. Два года спустя её муж внезапно умер, и Варшер вернулась в Санкт-Петербург. Там продолжила изучение археологии у Ростовцева, но основное внимание уделяляла политике и журналистике. Контактировала с Конституционно-демократической партией Милюкова (также известной как "кадеты"), писала статьи на политические темы. Повторно вышла замуж за овдовевшего брата своего первого мужа.
После Революции 1917 года её второй муж был казнен большевиками за поддержку Белого движения. Сама она бежала на север, где жила во время Гражданской войны в России. Позже учительствовала в женских школах в Архангельске, Риге и Дерпте. Сотрудничала с русскоязычной прессой в Риге, была корреспондентом берлинской газеты «Руль» и парижской «Последние новости». В 1923 году издала книгу воспоминаний о революционных и военных годах.
После победы большевиков в Гражданской войне окончательно покинула Россию. Продолжила учёбу в Берлинском университете у Франца Ноака и Герхарта Роденвальта, двух известных исследователей Помпеи. В 1923 году познакомилась в Париже со своим бывшим учителем в Санкт-Петербурге, белым эмигрантом Михаилом Ростовцевым. Ростовцев предложил ей переехать в Италию, чтобы продолжить исследования в Помпеях. Устроил её на работу в Германском археологическом институте и Американской академией в Риме.